# Chromis lubbocki
Chromis lubbocki là một loài cá biển thuộc chi Chromis trong họ Cá thia. Loài này được mô tả lần đầu tiên vào năm 1986.

## Từ nguyên
Từ định danh lubbocki được đặt theo tên của Hugh Roger Lubbock (1951 – 1981), nhà sinh vật biển người Anh, người đã thu thập được mẫu định danh của loài cá này và nhận thấy đây là một loài chưa được mô tả.

## Phạm vi phân bố và môi trường sống
C. lubbocki là loài đặc hữu của quốc đảo Cabo Verde, được thu thập ở độ sâu đến ít nhất là 15 m.

## Mô tả
C. lubbocki có chiều dài cơ thể lớn nhất được ghi nhận là 15 cm. Cơ thể có màu nâu xám. Vảy có đốm nhạt tạo thành các hàng sọc sáng màu ở hai bên thân. Vây hậu môn, vây lưng có màu vàng; phần gai của hai vây này có màu xanh lam. Gốc vây ngực có đốm đen. Hai thùy đuôi màu vàng, được viền trắng xanh ở rìa.
Số gai ở vây lưng: 14; Số tia vây ở vây lưng: 12; Số gai ở vây hậu môn: 2; Số tia vây ở vây hậu môn: 11; Số tia vây ở vây ngực: 19–21; Số gai ở vây bụng: 1; Số tia vây ở vây bụng: 5; Số vảy đường bên: 18–19; Số lược mang: 22–24.

## Sinh thái học
Thức ăn của C. lubbocki là động vật phù du, thường kiếm ăn theo đàn. Cá đực xây tổ và có tập tính bảo vệ và chăm sóc trứng.